# Famille Herbert
La famille Herbert est une famille de l'aristocratie britannique. La famille Herbert détient le titre de noblesse principal de comte de Pembroke pour la branche aînée, de comte de Carnavon pour la première branche cadette et de comte de Powis pour la seconde branche cadette.

Blason de la famille Herbert

## Personnalités
- George Herbert (1593-1633), poète.
- Edward Herbert (1582-1648), 1er baron Herbert de Cherbury, poète.
- Philip Herbert (1584-1650), chancelier de l'université d'Oxford.
- George Herbert (1866-1923), mécène des travaux d'excavation de la tombe de Toutankhamon.

## Comte de Pembroke (1551)
- 1551-1570 : William Herbert (1506-1570), 1er comte de Pembroke
- 1570-1601 : Henry Herbert (1534-1601), 2e comte de Pembroke
- 1601-1630 : William Herbert (1580-1630), 3e comte de Pembroke

Les comtes suivants sont aussi comte de Montgomery.

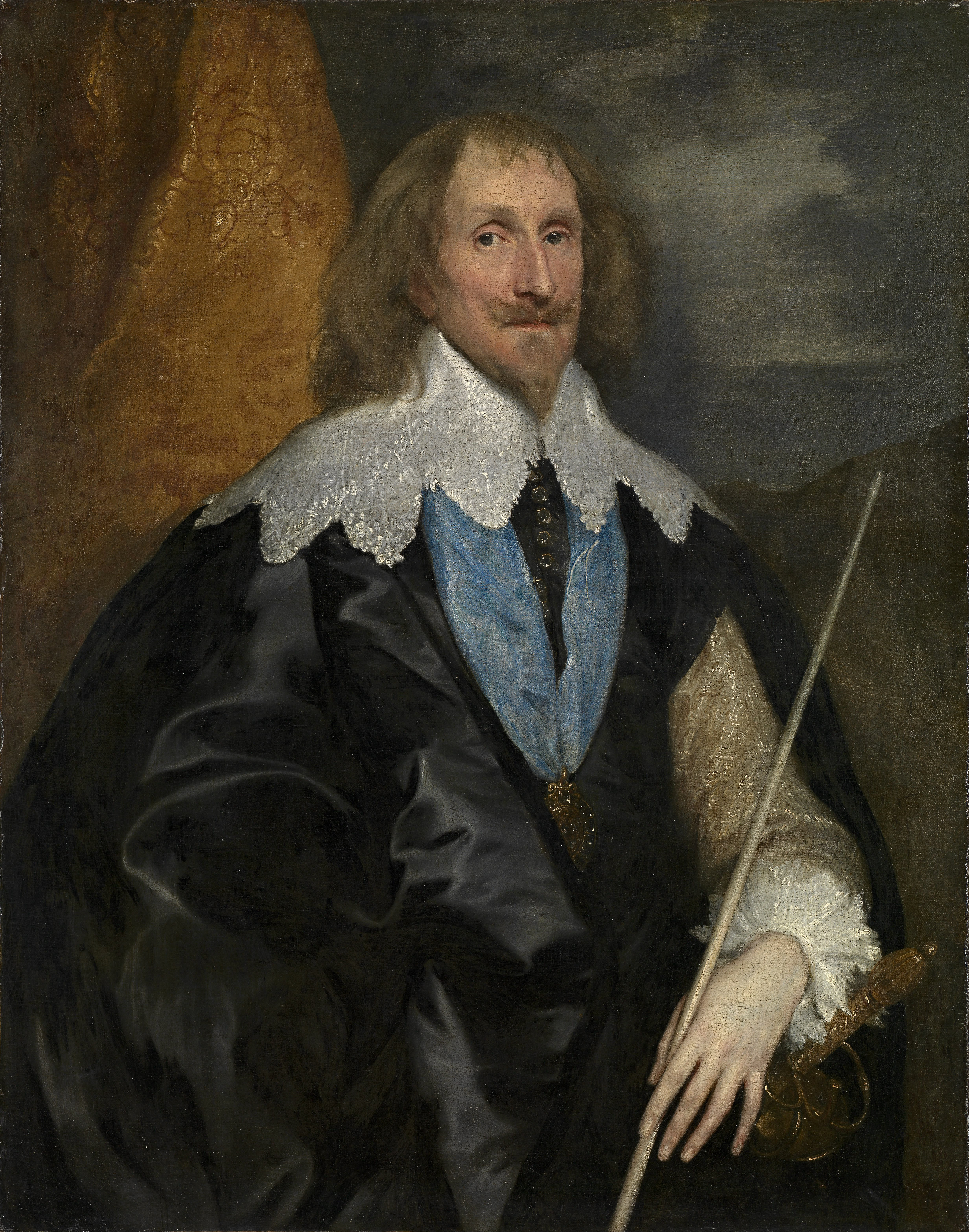
Portrait de Philip Herbert, quatrième comte de Pembroke, vers 1634
par Antoine van Dyck
National Gallery of Victoria, Melbourne

- 1630-1649 : Philip Herbert (1584-1649), 4e comte de Pembroke, 1er comte de Montgomery
- 1649-1669 : Philip Herbert (1621-1669), 5e comte de Pembroke, 2e comte de Montgomery
- 1669-1674 : William Herbert (1642-1674), 6e comte de Pembroke, 3e comte de Montgomery
- 1674-1683 : Philip Herbert (vers 1652-1683), 7e comte de Pembroke, 4e comte de Montgomery
- 1683-1732 : Thomas Herbert (1656-vers 1732), 8e comte de Pembroke, 5e comte de Montgomery
- 1732-1750 : Henry Herbert (1693-1750), 9e comte de Pembroke, 6e comte de Montgomery
- 1750-1794 : Henry Herbert (1734-1794), 10e comte de Pembroke, 7e comte de Montgomery
- 1794-1827 : George Augustus Herbert (1759-1827), 11e comte de Pembroke, 8e comte de Montgomery
- 1827-1862 : Robert Henry Herbert (1791-1862), 12e comte de Pembroke, 9e comte de Montgomery
- 1862-1895 : George Herbert (1850-1895), 13e comte de Pembroke, 10e comte de Montgomery
- 1895-1913 : Sidney Herbert (1853-1913), 14e comte de Pembroke, 11e comte de Montgomery
- 1913-1960 : Reginald Herbert (1880-1960), 15e comte de Pembroke, 12e comte de Montgomery
- 1960-1969 : Sidney Herbert (1906-1969), 16e comte de Pembroke, 13e comte de Montgomery
- 1969-2003 : Henry Herbert (1939-2003), 17e comte de Pembroke, 14e comte de Montgomery
- depuis 2003 : William Alexander Sidney Herbert (en) (né en 1978), 18e comte de Pembroke, 15e comte de Montgomery

L'héritier présomptif est Reginald Henry Michael Herbert, Lord Herbert (né en 2012), fils du 18e comte. En l'absence d'héritier direct, le titre serait passé au comte de Carnarvon (car le premier comte de Carnarvon était le petit-fils du 8e comte de Pembroke).

## Comtes de Carnavon (1793)
- 1793-1811 : Henry Herbert, 1er comte de Carnarvon (1741-1811) ; petit-fils du 8e comte de Pembroke.
- 1811-1833 : Henry Herbert, 2e comte de Carnarvon (1772-1833) ;
- 1833-1849 : Henry Herbert, 3e comte de Carnarvon (1800-1849) ;
- 1849-1890 : Henry Herbert, 4e comte de Carnarvon (1831-1890) ;
- 1890-1923 : George Herbert, 5e comte de Carnarvon (1866-1923), célèbre égyptologue ;
- 1923-1987 : Henry Herbert, 6e comte de Carnarvon (1898-1987) ;
- 1987-2001 : Henry Herbert, 7e comte de Carnarvon (1924-2001) ;
- depuis 2001 : George Herbert, 8e comte de Carnarvon (né en 1956). À mis à disposition son château pour les scènes extérieures de la série télévisée Downton Abbey.

## Comtes de Powis (1748 - 1801) (Seconde création)
- Henry Herbert, 1er comte de Powis
- George Herbert, 2nd comte de Powis

## Comtes de Powis (1839) (Troisième création)
- Edward Herbert, 2nd comte de Powis
- Edward Herbert, 3eme comte de Powis
- George Herbert, 4e comte de Powis
- Edward Herbert, 5e comte de Powis
- Christian Herbert, 6e comte de Powis
- George Herbert, 7eme comte de Powis
- John Herbert, 8eme comte de Powis